# Lifestyle
„Lifestyle“ е български игрален филм от 2004 година на режисьора Николай Стоянов.

## Състав
Не е налична информация за актьорския състав.